# Rudolf von Lützow
Rudolf von Lützow (Salisburgo, 4 luglio 1780 – Monza, 28 ottobre 1858) è stato un diplomatico austriaco.

## Biografia
Rudolf von Lützow era membro di una nobile famiglia austriaca. Suo padre era il generale Johann Gottfried von Lützow (1742-1822), mentre sua madre era la seconda moglie del genitore, la contessa Antonia Czernin von und zu Chudenitz (1750-1801). Incoraggiato da suo zio, il principe arcivescovo di Salisburgo Hieronymus von Colloredo, dal 1790 dapprima decise di intraprendere la carriera militare e successivamente quella diplomatica dal 1804. Dopo diversi incarichi a Ratisbona, Stoccarda e Monaco di Baviera, divenne ambasciatore imperiale in Danimarca dal 9 ottobre 1812, rimanendovi sino al 1826 quando venne spostato con la medesima qualifica nel regno del Württemberg, poi nell'Impero ottomano e infine nel regno di Sardegna. Nel 1821 venne nominato consigliere privato dall'imperatore.
Dal 1826 Rudolf von Lützow fu per oltre 20 anni inviato imperiale presso la Santa Sede a Roma. A seguito delle rivoluzioni nazionali e civili del 1848, l'ormai 68enne si ritirò e tornò in Austria.